# Selídove
Selídove (en ucraniano: Селидове; en ruso: Селидово, romanizado: Selídovo) es una ciudad ucraniana perteneciente al óblast de Donetsk. Situada en el este del país, hasta 2020 era una ciudad de importancia regional, pero actualmente es parte del raión de Pokrovsk y centro del municipio (hromada) homónimo.
Desde el 29 de octubre de 2024 la ciudad se encuentra ocupada por Rusia, en el marco de la invasión rusa de Ucrania.

## Geografía
Selídove se encuentra a orillas del río Solona, 44 km al noroeste de Donetsk.

## Historia
La ciudad tiene sus raíces en una slobodá, de nombre Selídivka (en ucraniano: Селидівка), que fue confirmada por la cancillería de la provincia de Bajmut en 1782. El gobierno del Imperio ruso instaló aquí moldavos y valacos, y luego los cosacos del regimiento de la Rusia Menor.
A principios del siglo XX, la población de Selídivka aumentó rápidamente, pero la guerra civil rusa y el Holodomor redujeron la creciente población local. El 7 de marzo de 1923, se convirtió en el centro del raión homónimo hasta el 2 de septiembre de 1930.
En 1956, Selídove recibió el estatus de ciudad y se le cambió el nombre a su nombre actual. En la década de 1950, cuatro grandes pozos mineros estaban en funcionamiento en Selídove.
Tras la invasión rusa de Ucrania, Selídove se convirtió en una ciudad de primera línea de la guerra a finales de agosto de 2024 como parte de un esfuerzo ofensivo para capturar la ciudad estratégica de Pokrovsk.El 20 de octubre, los blogueros militares rusos afirmaron que se produjeron intensos combates «calle por calle» entre las fuerzas rusas y ucranianas en las afueras de la ciudad. El 29 de octubre, el Ministerio de Defensa de Rusia anunció la conquista de la ciudad ucraniana de Selídove, el anuncio se produjo poco después de que Moscú afirmara que había capturado las aldeas de Bogoyavlenka y Katerínivka, así como la pequeña ciudad de Girnik. Un video publicado por TASS supuestamente mostraba a las tropas izando la bandera rusa en la ciudad, aunque las autoridades ucranianas no han hecho comentarios.

## Demografía
La evolución de la población de Selídove entre 1859 y 2022 fue la siguiente:
| 3618                                                          | 6572 | 12 949 | 21 853 | 29 831 | 26 793 | 12 161 | 22 971 | 21 521 |
| (Fuente: Cities & Towns of Ukraine y UKRAINE: Größere Städte) |      |        |        |        |        |        |        |        |

Según el censo de 2001, el 59,3% de la población son ucranianos, el 36,7% son rusos y el resto de minorías son principalmente bielorrusos (1,1%). En cuanto al idioma, la lengua materna de la mayoría de los habitantes, el 66,82%, es el ruso; del 31,46% es el ucraniano.

## Economía
La mayoría de la población sigue trabajando en las minas de carbón de la empresa minera estatal Selidovugol, extrayendo 700.000 toneladas de carbón en 2003. A partir de 2018, la industria de la ciudad entra en grave declive. La población de la ciudad se ve obligada a migrar a las ciudades y centros más cercanos en busca de trabajo estable.

## Infraestructura

### Transporte
Selídove se encuentra en la carretera principal M-04 (Donetsk-Dnipró), una sección de la E50.

## Galería

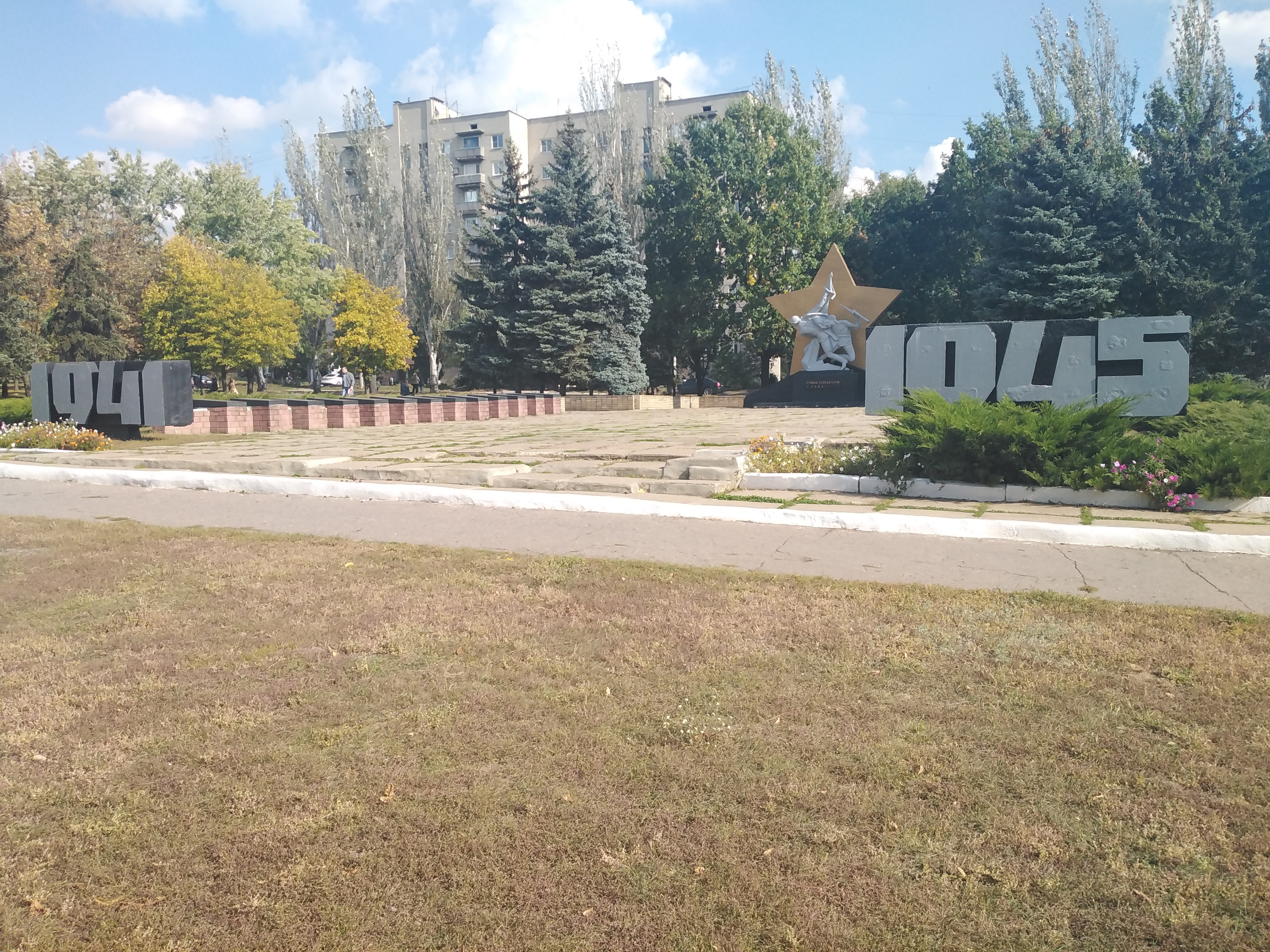
Memorial soviético de la Segunda Guerra Mundial
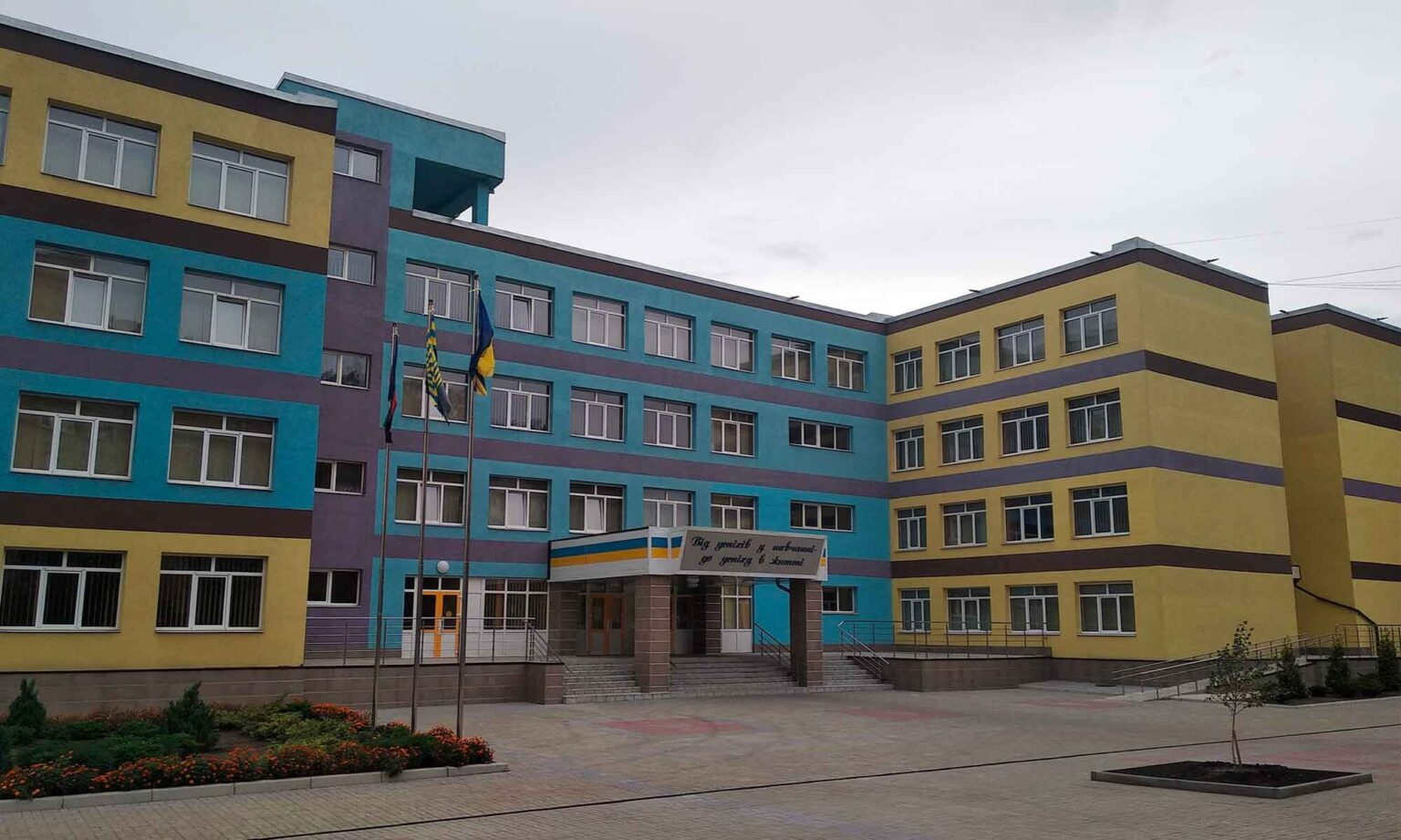
Escuela nº6
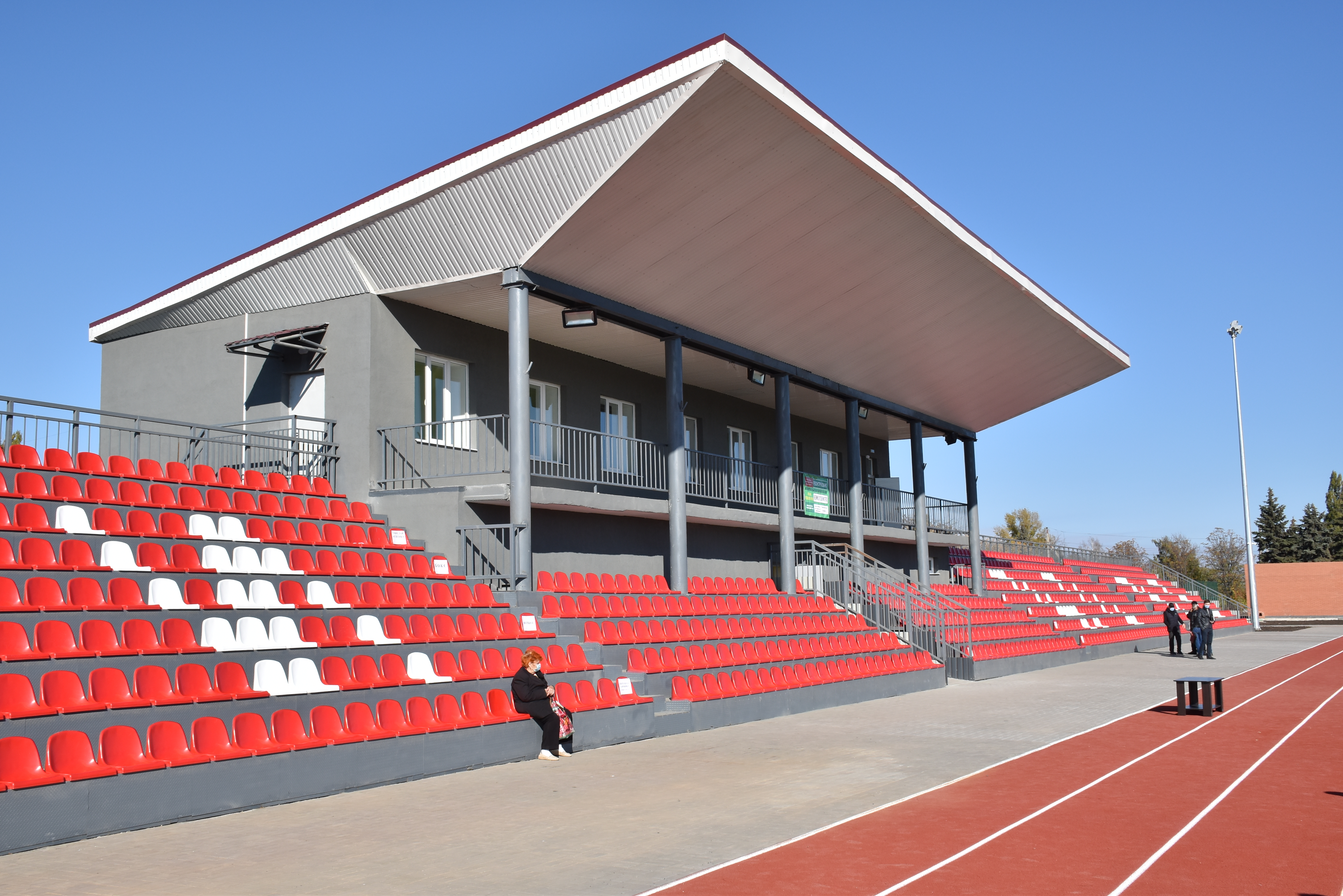
Estadio Shajtar de Selídove